# ナキイスカ

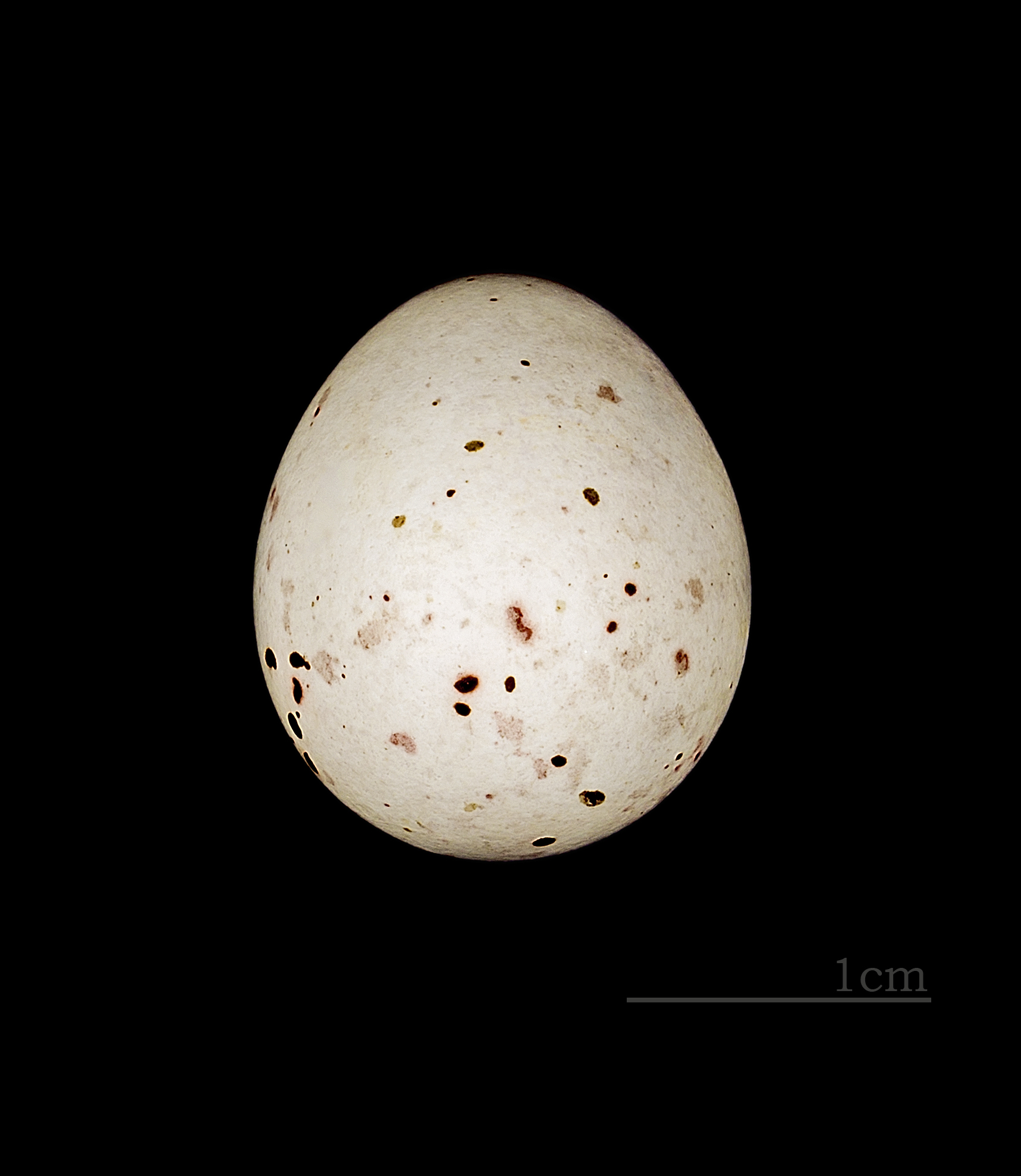
Loxia leucoptera

ナキイスカ（鳴交喙、鳴鶍[易+鳥]学名：Loxia leucoptera）は、スズメ目アトリ科に分類される鳥類の一種である。

## 分布
ロシア西部からシベリア東部、アラスカから北アメリカ東部の亜寒帯地方に広く分布する。生息地では主に留鳥であるが、冬季に南部へ移動する個体もある。分布地は多くの部分でイスカと重なるが、イスカより分布地の範囲は狭い。
日本では数少ない冬鳥として、本州中部以北に少数が渡来する。イスカの群れに混じっていることが多い。

## 形態
体長約15cm。成長雄は全体が赤く、翼は黒褐色で、成長雌は頭部から脇腹にかけて緑黄色。イスカと同様に食い違ったクチバシを持つ。

## 生態
主に平地から山地にかけての林に生息。
主にマツの種子をはじめとした小さい種子を食べる。他のイスカ類と同じくよく水を飲む。